# Economia de Saint Lucia
L'economia de Saint Lucia depèn en gran part del cultiu del bananer. No obstant això, els canvis en el règim d'importacions de la Unió Europea i la creixent competència dels productors Amèrica Llatina han forçat la diversificació. En anys recents la indústria del turisme i les finances internacionals han adquirit un paper preponderant en la composició de la seva Producte Intern Brut i ara gairebé el 73% del mateix és generat per la indústria de serveis (2002). El seu sector de manufactura, encara que menys important, és un dels més diversificats del Carib Oriental.
Els principals productes d'exportació de l'illa són el plàtan i alguns productes tèxtils que ven al Regne Unit i als Estats Units per una suma propera als US $30 milions, gairebé la meitat de les seves exportacions totals.
L'illa va ser un dels països fundadors de l'Organització Mundial del Comerç i es va integrar al Fons Monetari Internacional el 15 de novembre de 1979. La seva moneda, el dòlar del Carib Oriental, és la moneda de curs legal en altres sis països. Santa Lucia ha signat alguns convenis de lliure comerç i cooperació econòmica amb l'Organització d'Estats del Carib Oriental i amb la Comunitat del Carib. En matèria tècnica rep assessoria per part de la Mancomunitat Britànica de Nacions i de la CEPAL i també rep suports econòmics del Banc de Desenvolupament del Carib.